# L.A. Woman
L.A. Woman är ett musikalbum av The Doors inspelat 1970 och släppt i april 1971 på skivbolaget Elektra. Det var The Doors sista album med Jim Morrisons medverkan (han avled fem månader senare) och det mest blues-influerande album gruppen gjort. Sista spåret, "Riders on the Storm", blev den populäraste låten från skivan. År 1983 blev låten en hit i en coverversion med Annabel Lamb. The Doors keyboardist Ray Manzarek spelade orgel även på denna version.

## Låtlista
Låtar utan angiven upphovsman är skrivna av John Densmore, Robbie Krieger, Ray Manzarek och Jim Morrison.
Sida ett
1. "The Changeling" - 4:21
2. "Love Her Madly" - 3:20
3. "Been Down So Long" - 4:12
4. "Cars Hiss by My Window" - 4:41
5. "L.A. Woman" - 7:53

Sida två
1. "L' America" - 4:38
2. "Hyacinth House" - 3:12
3. "Crawling King Snake" (John Lee Hooker) - 5:00
4. "The WASP (Texas Radio and the Big Beat)" - 4:15
5. "Riders on the Storm" - 7:15

## Medverkande
- Jim Morrison: Sång, munspel på "Cars Hiss by My Window"
- Robbie Krieger: Gitarr
- Ray Manzarek: Piano, orgel, gitarr på "Cars Hiss by My Window"
- John Densmore: Trummor
- Jerry Scheff: Bas
- Marc Benno: Kompgitarr

## Listplaceringar
| Lista (1971)   | Position             |
| -------------- | -------------------- |
| Australien     | 9 (Go Set)           |
| Finland        | 15                   |
| Kanada         | 11 (RPM)             |
| Nederländerna  | 1                    |
| Norge          | 15                   |
| Storbritannien | 28 (UK Albums Chart) |
| USA            | 9 (Billboard 200)    |
| Västtyskland   | 32                   |